# خاندان جئونجو کیم
خاندان جئونجو کیم ( کره‌ای: 전주 김씨  ) یک خاندان کره‌ای با بون-گوان است که در جئونجو مستقر است. بنیانگذار این خاندان ، کیم ته سو ، از نوادگان آخرین پادشاه شیلا یعنی پادشاه گیونگ سون، گفته شده است.   طبق سرشماری سال ۲۰۱۵ کره جنوبی، درحال حاضر ۵۶۹۸۹ عضو از خاندان جئونجو کیم وجود دارد.  سلسله کیم فعلی کره شمالی از این طایفه سرچشمه می‌گیرد، زیرا کیم جونگ اون رئیس جمهور کره شمالی، سی و چهارمین نسل از نوادگان کیم ته-سو است. 

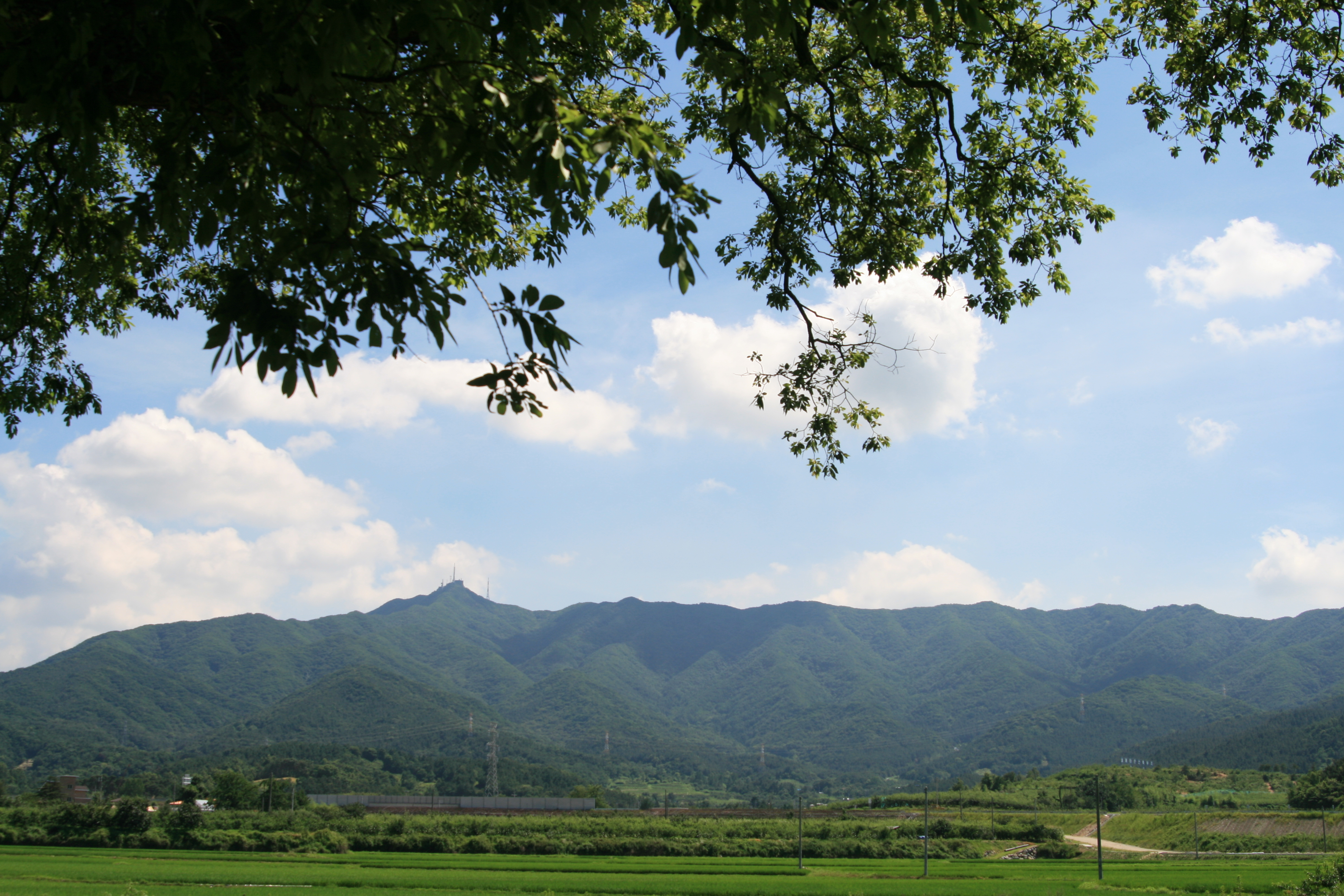
موآکسان ، محل دفن بنیانگذار قبیله، کیم ته-سو

پسر ارشد کیم ته سو، کیم یاک سو ، داماد چو-یو ، دیکتاتور نظامی گوریو، بود. دختر کیم یاک سون، که بعدها با نام ملکه دواگر سونگ یونگ شناخته شد، همسر پادشاه وونجونگ و مادر پادشاه چونگ نیول شد. پسر سوم کیم تائه-سو، کیم کیونگ-سون ، ژنرالی بود که در برابر تهاجم مغول‌ها مقاومت کرد و در محاصره کوجو جنگید. 

## همچنین ببینید
- خانواده کیم (کره شمالی)
- کیم (نام خانوادگی کره‌ای)

1. ↑  "전주김씨". Doopedia (به کره‌ای). Retrieved 20 April 2023.
2. ↑  "김일성 시조 잠든 모악산···김정은 답방 때 참배할까". JoongAng Ilbo (به کره‌ای). 21 September 2018. Retrieved 20 April 2023.
3. ↑  "2015년 인구주택총조사 전수집계결과 보도자료". Korean Statistical Information Service. Retrieved 20 April 2023. {{cite web}}: Unknown parameter |trans_title= ignored (|trans-title= suggested) (help)
4. ↑  Kim, Jun-hee; Shim, Kyu-seok (26 September 2018). "Will Kim visit ancestor's grave?". Korea JoongAng Daily (به انگلیسی). Retrieved 20 April 2023.
5. ↑  Breuker, Remco E. (2012). "And now, Your Highness, we'll discuss the location of your hidden rebel base: Guerrillas, Rebels and Mongols in Medieval Korea". Journal of Asian History. 46 (1): 59–95. doi:10.2307/41933606. ISSN 0021-910X. Retrieved 21 April 2023.